# Lutherkirche (Breslau)

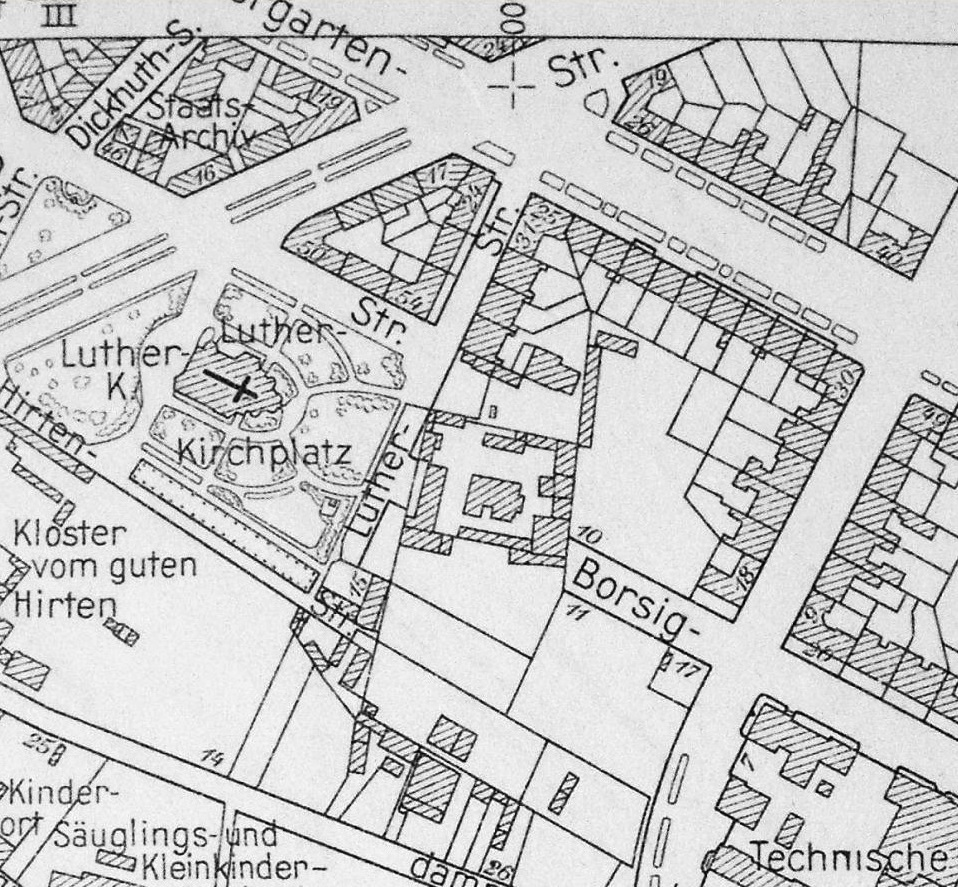
Lageplan der Kirche (1932)

Die Martin-Luther-Kirche (polnisch Kościół Marcina Lutra) war ein evangelisches Gotteshaus in Breslau, sie lag am südöstlichen Rand der Sand-Vorstadt und war 1896 geweiht worden. Nach Vernichtung durch die Wehrmacht am Ende des Zweiten Weltkriegs wurde das Gotteshaus nicht wieder aufgebaut.

## Geschichte und Beschreibung
Die nach dem Reformator Martin Luther benannte Kirche wurde nach Entwurf des renommierten Berliner Architekten Jürgen Kröger gebaut und im Januar 1896 eingeweiht. Ihr Turm hatte eine Höhe von 90,5 m und galt als der höchste in Breslau. Der Kirchenraum war mit 1400 Sitzplätzen ausgestattet. Kaiser Wilhelm II. schenkte der Gemeinde eine Nachbildung der von Ernst Rietschel entworfenen Lutherfigur, die das Hauptportal der Kirche krönte.
Ein Glasfenster stammte vom Frankfurter Künstler Alexander Linnemann, das Ende des 19. Jahrhunderts eingebaut worden war.
Im März 1945, während der Schlacht um Breslau, ließ Gauleiter Karl Hanke die Kirche sprengen, um eine Flugzeug-Landebahn anlegen zu können. Eine militärische Bedeutung erlangte die provisorische Startbahn nicht. Es wird berichtet, dass nur ein einziges Flugzeug darauf abhob: dasjenige des Gauleiters Hanke, der sich unmittelbar vor dem Fall der Stadt absetzte.

## Geistliche
- Pfarrer Günzel
- Pfarrer Pollack
- Pfarrer Schmidt
- Pfarrer Nay
- Pfarrer Börner
- Pfarrer Erasmus

## Kirchenmusiker
- Max Ansorge (1862–1937)
- Hanns-Georg Seibt